# Liste der Kulturdenkmale in Schwosdorf
In der Liste der Kulturdenkmale in Schwosdorf sind die Kulturdenkmale des Kamenzer Ortsteils Schwosdorf verzeichnet, die bis Juli 2017 vom Landesamt für Denkmalpflege Sachsen erfasst wurden (ohne archäologische Kulturdenkmale). Die Anmerkungen sind zu beachten.

## Schwosdorf
| Bild           | Bezeichnung                                                   | Lage | Datierung                 | Beschreibung | ID       |
| -------------- | ------------------------------------------------------------- | --- | ------------------------- | --- | -------- |
| Weitere Bilder | Kursächsische Postmeilensäulen (Sachgesamtheit)               | (nördlicher Ortsausgang an der Straße nach Lückersdorf) (Karte)                                                      | Bezeichnet mit 1723       | Postmeilensäule; Viertelmeilenstein, verkehrsgeschichtlich von Bedeutung; Viertelmeilenstein aus Sandstein mit verschiedenen Inschriften „A.R“, „1723“, der falschen Reihennummer 23 und dem Posthornzeichen gehörte zur Poststraße Leipzig–Breslau. Der Stein wurde etwas versetzt aufgestellt und das Kopfstück erneuert. | 09253452 |
|                | Wegestein                                                     | (Ortsende Richtung Häslich, nahe Husarenstein) (Karte)                                                               | 19. Jahrhundert           | Verkehrsgeschichtlich von Bedeutung, Granitstele mit flachpyramidalem Abschluss | 09301657 |
|                | Husarenstein                                                  | (Ortsende Richtung Häslich) (Karte)                                                                                  | Bezeichnet mit 1745       | Ortsgeschichtlich von Bedeutung, Granitstein mit Relief: Galgen, Degen, Höhe ca. 1 m | 09253462 |
| Weitere Bilder | Betkreuz                                                      | (nordöstlich des Ortes im Wald oberhalb eines nach Brauna führenden Weges nördlich des Schwosdorfer Wassers) (Karte) | 19. Jahrhundert           | Metallkreuz auf Steinsockel, regionalgeschichtlich von Bedeutung | 09253453 |
| Weitere Bilder | Offiziersstein                                                | (auf dem Breitenberg) (Karte)                                                                                        | 19. Jahrhundert           | Ortsgeschichtlich von Bedeutung, Inschrift Hier ruhet ein/Preuscher Kaffelir der/1762 auf dem Berge sein/Leben verlohr./Ruh' ich gleich im/fremden Land, ist mir's/doch wohl keine Schand./B (zwischen Text und B links ein Säbel und rechts eine Pistole).                                                                 | 09253463 |
|                | Wegestein                                                     | Landstraße (Ortseingang Nord) (Karte)                                                                                | 19. Jahrhundert           | Verkehrsgeschichtlich von Bedeutung, Granitstele, ca. 1,30 m hoch | 09253455 |
|                | Denkmal für die Gefallenen des Ersten und Zweiten Weltkrieges | Landstraße 5 (bei) (Karte)                                                                                           | Nach 1918; nach 1945      | Ortsgeschichtlich von Bedeutung, Granitmonolith mit eingemeißelten Namen auf Granitsockel | 09253454 |
|                | Wassertrog                                                    | Landstraße 10 (im Hof) (Karte)                                                                                       | 19. Jahrhundert           | Sandstein, sozialgeschichtlich von Bedeutung | 09253459 |
|                | Zwei Toreinfahrtspfosten                                      | Landstraße 13 (bei) (Karte)                                                                                          | 19. Jahrhundert           | Granitpfosten mit Kugelbekrönung, Relikt der ländlichen Bauweise, singulär, sozialgeschichtlich von Bedeutung | 09253457 |
|                | Wohnstallhaus                                                 | Landstraße 15 (Karte)                                                                                                | 1. Hälfte 19. Jahrhundert | Obergeschoss Fachwerk, prägt das Auenbild entscheidend mit, baugeschichtlich von Bedeutung, ein Teil massiv (mit profilierten Fenstergewänden), Giebel verbrettert, Fenster teilweise in originaler Größe, gesprosst | 09253456 |
|                | Steindeckerbrücke über einen Graben                           | Landstraße 15 (bei) (Karte)                                                                                          | 19. Jahrhundert           | Granit, verkehrsgeschichtlich von Bedeutung [Anmerkung: In der offiziellen Denkmalliste wird die Brücke fälschlicherweise dem Schwosdorfer Wasser zugeordnet.] | 09253458 |
|                | Teichständer                                                  | Landstraße 16 (bei) (Karte)                                                                                          | 19. Jahrhundert           | Granit, technikgeschichtlich von Bedeutung | 09253460 |

## Tabellenlegende
- Bild: Bild des Kulturdenkmals, ggf. zusätzlich mit einem Link zu weiteren Fotos des Kulturdenkmals im Medienarchiv Wikimedia Commons. Wenn man auf das Kamerasymbol klickt, können Fotos zu Kulturdenkmalen aus dieser Liste hochgeladen werden:
- Bezeichnung: Denkmalgeschützte Objekte und ggf. Bauwerksname des Kulturdenkmals
- Lage: Straßenname und Hausnummer oder Flurstücknummer des Kulturdenkmals. Die Grundsortierung der Liste erfolgt nach dieser Adresse. Der Link (Karte) führt zu verschiedenen Kartendiensten mit der Position des Kulturdenkmals. Fehlt dieser Link, wurden die Koordinaten noch nicht eingetragen. Sind diese bekannt, können sie über ein Tool mit einer Kartenansicht einfach nachgetragen werden. In dieser Kartenansicht sind Kulturdenkmale ohne Koordinaten mit einem roten bzw. orangen Marker dargestellt und können durch Verschieben auf die richtige Position in der Karte mit Koordinaten versehen werden. Kulturdenkmale ohne Bild sind an einem blauen bzw. roten Marker erkennbar.
- Datierung: Baubeginn, Fertigstellung, Datum der Erstnennung oder grobe zeitliche Einordnung entsprechend des Eintrags in der sächsischen Denkmaldatenbank
- Beschreibung: Kurzcharakteristik des Kulturdenkmals entsprechend des Eintrags in der sächsischen Denkmaldatenbank, ggf. ergänzt durch die dort nur selten veröffentlichten Erfassungstexte oder zusätzliche Informationen
- ID: Vom Landesamt für Denkmalpflege Sachsen vergebene, das Kulturdenkmal eindeutig identifizierende Objekt-Nummer. Der Link führt zum PDF-Denkmaldokument des Landesamtes für Denkmalpflege Sachsen. Bei ehemaligen Kulturdenkmalen können die Objektnummern unbekannt sein und deshalb fehlen bzw. die Links von aus der Datenbank entfernten Objektnummern ins Leere führen. Ein ggf. vorhandenes Icon  führt zu den Angaben des Kulturdenkmals bei Wikidata.